# Supergirl (TV-serie)
Supergirl är en amerikansk TV-serie producerad och skriven av Greg Berlanti, Ali Adler och Andrew Kreisberg, baserad på DC Comics seriefigur Stålflickan. Serien hade premiär 26 oktober 2015 på CBS.

## Rollista (i urval)

### Huvudroller
- Melissa Benoist – Kara Zor-El / Kara Danvers[2]
- Mehcad Brooks – James "Jimmy" Olsen[3]
- Chyler Leigh – Alexandra "Alex" Danvers[4]
- Calista Flockhart – Cat Grant[5]
- David Harewood – Hank Henshaw[4]

### Återkommande roller
- Laura Benanti – Alura Zor-El[6]

## Handling
13-åriga Kara Zor-El skickas till jorden strax efter sin kusin Kal El, som fortfarande är bebis, med uppdraget att beskydda honom. Hennes skepp, där hon ligger nersövd, kommer dock på avvägar och hon fastnar i fantomzonen, dit Krypton länge skickat sina fångar. Efter två decennier kommer skeppet loss och hon landar på jorden, där hon möts av den vuxne Stålmannen. Han placerar henne hos en styvfamilj, Danvers.
När Kara Danvers vuxit upp jobbar hon på CatCo, ett medieföretag lett av Cat Grant. Hennes roll som assistent är inte särskilt tillfredsställande så när ett plan med hennes syster håller på att krascha räddar hon det och blir därmed en offentlig figur. Hon får namnet Supergirl. Vad hon då inte vet är att hennes skepp råkade föra med sig ett fångskepp från fantomzonen som landade på jorden och att de nu planerar att ta över världen. Som en ny superhjälte är hon ovan vid slagsmål och vet ännu inte sina gränser.

## Produktion
I september 2014 rapporterade Warner Bros. Television att man arbetade på en TV-serie baserad på Stålflickan av Otto Binder och Al Plastino. Producenterna Greg Berlanti och Ali Adler skulle skriva manus. Senare samma månad plockade CBS upp serien. I januari 2015 fick man veta att Melissa Benoist ska spela som huvudrollen. Pilotavsnittet spelades in under mars 2015.

### Pilotavsnittet läckt på torrentsajter
Piloavsnittet av Supergirl läcktes av okända personer redan i maj 2015, ett halvår innan seriens premiär.